# Pseudomassaria islandica
Pseudomassaria islandica är en svampart som först beskrevs av Carl Johan Johanson, och fick sitt nu gällande namn av M.E. Barr 1965. Pseudomassaria islandica ingår i släktet Pseudomassaria och familjen Hyponectriaceae.  Arten är reproducerande i Sverige. Inga underarter finns listade i Catalogue of Life.
I den svenska databasen Dyntaxa används istället namnet Pleospora islandica för samma taxon.  Arten är reproducerande i Sverige.